# Општина Клинчени (Илфов)
Клинчени (рум. Clinceni) општина је у Румунији у округу Илфов.
Oпштина се налази на надморској висини од 81 m.